# Ex-Vita
Ex-Vita (エクス・ヴィータ) est un manga de Shinya Komi. Il a été pré-publié entre le 13 décembre 2011 et le 30 avril 2013 dans le magazine Miracle Jump puis édité par Shûeisha. En France, la parution a débuté en janvier 2015 chez Tonkam pour se conclure en 2 volumes.

## Synopsis
L'historie se déroule en 2050, une époque ou le monde a changé depuis la découverte de la pierre anti-gravité. Pour se défendre contre cette menace, l'humanité a construit des androïdes à l’apparence et à la conscience humaine mais dont la durée de vie n'excède pas 4 ans. Minami, policière et tête brulée, va faire équipe avec Alma, une androïde, pour se lancer dans des enquêtes excitantes.